# 井上周八
井上 周八（いのうえ しゅうはち、1925年〈大正14年〉3月9日 - 2014年〈平成26年〉9月26日）は、日本の経済学者。専攻は農業経済学。立教大学名誉教授。チュチェ思想国際研究所名誉理事長。
マルクス経済学における地代論で知られる。立教大学在職中より北朝鮮と朝鮮労働党のチュチェ思想の宣伝工作に熱意を燃やし、日本におけるチュチェ思想宣伝の旗振り役として知られる。

## 学歴・職歴
- 1946年 明治学院高等商学部卒業
- 1949年 立教大学経済学部卒業[1]
- 1952年 東京商科大学卒業[1]
- 1956年 立教大学大学院修士課程修了
- 1957年 立教大学助手
- 1959年 立教大学大学院博士課程単位取得退学
- 1960年 立教大学講師
- 1961年 立教大学助教授
- 1965年 3月、立教大学経済学博士[1]
- 1968年 立教大学教授
- 1990年 立教大学定年退職。6月、立教大学名誉教授

## 人物・思想
- 特攻隊に志願するも、終戦後は日本共産党に入党（のちに脱党）。立教大学、東京商科大学（現一橋大学）卒業（高島善哉ゼミナール）後、立教大学大学院を経て、立教大学助手・講師・助教授・教授を務める[1]。また、並行してチュチェ思想国際研究所理事長を務めた[1]。
- 中華人民共和国における文化大革命を支持した。
- 立教大学在職中に訪朝して、北朝鮮に社会主義による理想郷の形を見出し、以後北朝鮮崇拝を一貫して続けている。このことについては当時、日本社会党・公明党の機関紙にも訪朝記を寄稿しているとのことである。1990年前後の社会主義国の崩壊については、「人間改造を怠ったため」であるとし、なおマルクス主義は意義を失っていないと主張する。
- 1997年の黄長燁韓国亡命事件に関して、「世界に通用する主体思想を韓国人に理解させるため、高齢の黄書記は最後のかけに出た」と述べる。
- 北朝鮮による拉致事件を長年にわたり「全くのデマ」と否定し続けてきた。
- ゼミ生から後継の弟子は生まれなかった。後に学者となったゼミ生も井上の力でなった者はいない[2]。
- 井上は、1995年の論文(井上(1995))において、北朝鮮の指導者である金正日総書記について、金正日は「朝鮮式の人間本位の社会主義、人民大衆中心の社会主義は、人間と人民大衆にたいするもっとも正確な主体的観点と立場にもとづいて建設された社会主義であり、愛と信頼の仁徳政治を実現している真に科学的な社会主義であり，それゆえ必勝不敗の社会主義であることを輝かしく解明した」と論じている[3]。

## 著書

### 単著
- 『地代の理論』（理論社、1963年）
- 『農業経済学の基礎理論』（東明社、1967年）
- 『日本資本主義のあゆみ』（青木書店、1968年）
- 『日本資本主義の米価問題』（亜紀書房、1968年）
- 『現代マルクス経済学』（亜紀書房、1972年）
- 『現代日本の経済的諸問題』（税務経理協会、1977年）
- 『経済学─解説と研究─』（文眞堂、1979年）
- 『現代朝鮮と金正日書記』（雄山閣、1983年）
- 『経済政策論序説』（文眞堂、1985年）
- 『チュチェ思想概説』（雄山閣、1987年
- 『人間中心のチュチェ思想』（チュチェ思想国際研究所、1990年）
- 『解説 チュチェ思想』（チュチェ思想国際研究所、1992年）

### 共著
- 『経済政策講座（第4巻）』（有斐閣、1962年）
- 『マルクス経済学演習』（春秋社、1962年）
- 『資本論講座 第6巻』（青木書店、1964年）
- 『資本論の展開』（同文舘、1967年）
- 『経済原論』（有斐閣、1969年）
- 『現代日本経済の批判』（文眞堂、1974年）
- 『国民の経済白書』（経済評論増刊号、1974年）
- 『協同組合論・批判と考察』（文眞堂、1976年）
- 『資本論を学ぶ』（有斐閣、1977年）
- 『産業と政府の経済政策』（勁草書房、1978年）
- 『食糧管理制度論』（農山漁村文化協会、1982年）
- 『経済学の動向（第2集）』（東洋経済新報社、1982年）
- 『日本国民のための北朝鮮原論』（デジタルハリウッド出版局、2000年）